# Szumowo
Szumowo è un comune rurale polacco del distretto di Zambrów, nel voivodato della Podlachia.
Ricopre una superficie di 141,15 km² e nel 2004 contava 4 876 abitanti.